# Élections constituantes de 1945 en Dordogne
Les élections constituantes françaises de 1945 se déroulent le 21 octobre.

## Mode de scrutin
Les députés sont élus selon le système de représentation proportionnelle suivant la règle de la plus forte moyenne dans le département, sans panachage ni vote préférentiel.
Il y a 586 sièges à pourvoir.
Dans le département de la Dordogne, cinq députés sont à élire.

## Élus
Les cinq députés élus sont : 
| Identité            | Parti | Parti   |
| ------------------- | ----- | ------- |
| Robert Lacoste      |       | SFIO    |
| Jean Worms-Germinal |       | SFIO    |
| Yves Péron          |       | PCF     |
| Lucien Dutard       |       | PCF     |
| Yvon Delbos         |       | Rad-Soc |

## Résultats

### Résultats à l'échelle du département
| Parti          | Parti                                            | Tête de liste               | Résultats | Résultats | Sièges | Sièges |
| Parti          | Parti                                            | Tête de liste               | Voix      | %         |        |        |
| -------------- | ------------------------------------------------ | --------------------------- | --------- | --------- | ------ | ------ |
|                | Section française de l'Internationale ouvrière   | Robert Lacoste              | 62 780    | 33,95     | 2      |        |
|                | Parti communiste français                        | Yves Péron                  | 55 820    | 30,19     | 2      |        |
|                | Parti républicain, radical et radical-socialiste | Yvon Delbos                 | 35 279    | 19,08     | 1      |        |
|                | Mouvement républicain populaire                  | Jacques Martinie-Dubousquet | 26 744    | 14,46     | -      |        |
|                | Socialistes indépendants                         | François Faure              | 4 273     | 2,31      | -      |        |
|                |                                                  |                             |           |           |        |        |
| Inscrits       | Inscrits                                         | Inscrits                    | 259 027   | 100,00    | 5      |        |
| Votants        | Votants                                          | Votants                     | 189 560   | 73,18     |        |        |
| Blancs et nuls | Blancs et nuls                                   | Blancs et nuls              | 4 664     | 2,46      |        |        |
| Exprimés       | Exprimés                                         | Exprimés                    | 184 896   | 97,54     |        |        |